# Astaena crassitarsis
Astaena crassitarsis är en skalbaggsart som beskrevs av Frey 1973. Astaena crassitarsis ingår i släktet Astaena och familjen Melolonthidae. Inga underarter finns listade.